# Paralebra decurvata
Paralebra decurvata är en insektsart som beskrevs av Young 1957. Paralebra decurvata ingår i släktet Paralebra och familjen dvärgstritar.
Artens utbredningsområde är Panama. Inga underarter finns listade i Catalogue of Life.